# Anne Katrin Bohle
Anne Katrin Bohle (* 1961 in Recklinghausen) ist eine deutsche Verwaltungsjuristin und parteilose politische Beamtin. Sie war von 2019 bis 2021 Staatssekretärin für Bauen, Wohnen und Stadtentwicklung im Bundesministerium des Innern, für Bau und Heimat.

## Leben
Nach dem Abitur am Theodor-Heuss-Gymnasium Recklinghausen 1980 studierte Bohle von 1980 bis 1987 Rechts- und Staatswissenschaften an den Universitäten Gießen, Münster und Bonn. Von 1988 bis 1990 leistete sie ihr Rechtsreferendariat ab und machte das zweite juristische Staatsexamen.
Nachdem sie 1991 als Rechtsanwältin tätig gewesen war, wurde sie 1992 in den höheren Dienst des Landesarbeitsamtes Nordrhein-Westfalen eingestellt. Von 1993 bis 1995 war sie Abteilungsleiterin Verwaltung des Arbeitsamtes Wuppertal und im Anschluss bis 2003 Abteilungsleiterin/Kundenbereichsleiterin im Arbeitsamt Dortmund. 2004 war Bohle Vorsitzende der Geschäftsführung der Agentur für Arbeit Eberswalde. 2005 nahm sie die gleiche Stellung in Gelsenkirchen ein. Im selben Jahr holte der CDU-Politiker Oliver Wittke sie ins Ministerium für Bauen und Verkehr des Landes Nordrhein-Westfalen, in dem sie Leiterin seines Ministerbüros wurde. Danach war Bohle von 2009 bis 2019 die Leiterin der  Abteilung Stadtentwicklung und Denkmalpflege im  Ministerium für Heimat, Kommunales, Bau und Gleichstellung des Landes Nordrhein-Westfalen, zuletzt im Amt einer Ministerialdirigentin. Zudem war sie von 2010 bis 2019 die Vorsitzende des Ausschusses für Bauen, Stadtentwicklung und Wohnen der Bauministerkonferenz und seit dem 25. Juni 2019 Vorsitzende des Stiftungsrats der Bundesstiftung Baukultur. Ihre Nachfolgerin in dieser Position wurde die Parlamentarische Staatssekretärin Cansel Kiziltepe (SPD).
Mit Wirkung vom 25. März 2019 wurde sie zur parteilosen Staatssekretärin unter Bundesminister Horst Seehofer (CSU) im Bundesministerium des Innern, für Bau und Heimat ernannt. Sie folgte auf Gunther Adler und war dort für Bauen, Wohnen und Stadtentwicklung zuständig.

## Privates
Bohle wuchs in Recklinghausen auf. Beide Elternteile waren Ärzte. Auch alle drei Geschwister studierten Medizin. In Berlin bewohnt sie ein möbliertes Apartment in einem 1950er-Jahre-Bau in Alt-Moabit zur Miete.